# Doniecka Obwodowa Administracja Państwowa

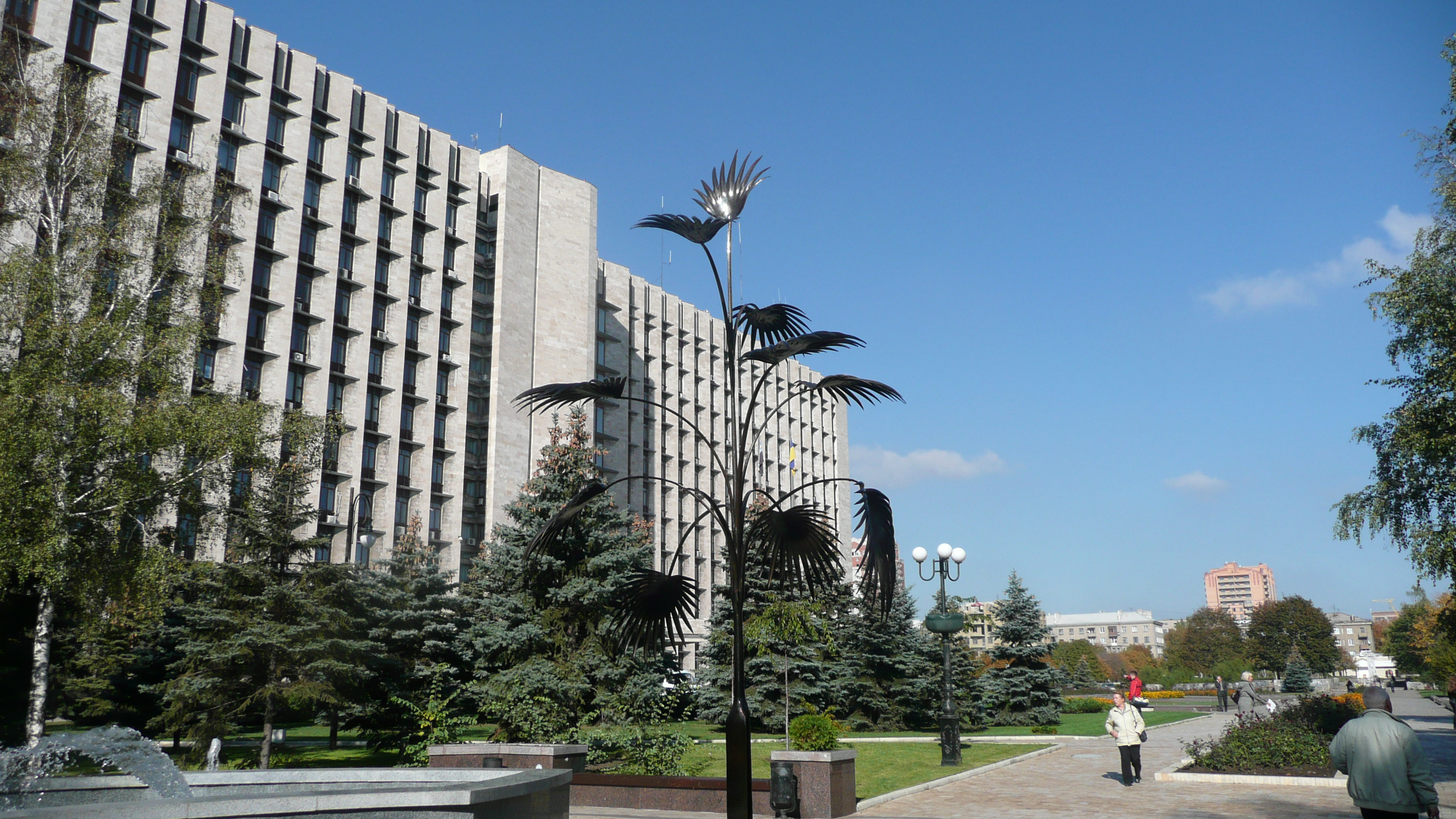
Budynek byłej Administracji Państwowej Obwodu Donieckiego

Doniecka Obwodowa Administracja Państwowa (ukr. Донецька обласна державна адміністрація) – obwodowa administracja państwowa (OAP), działająca w obwodzie donieckim Ukrainy. Od 5 marca 2015 funkcjonuje jako Doniecka Obwodowa Administracja Wojskowo-Cywilna (ukr. Донецька обласна військово-цивільна адміністрація), na terenach podporządkowanych państwu ukraińskiemu.

## Przewodniczący OAP
- Jurij Smirnow (przedstawiciel prezydenta, od 20 marca 1992 do lipca 1994)
- Wołodymyr Szczerbań (od 11 lipca 1995 do 18 lipca 1996)
- Serhij Polakow (od 18 lipca 1996 do 14 maja 1997)
- Wiktor Janukowycz (od 14 maja 1997 do 21 listopada 2002)
- Anatolij Błyzniuk (od 23 listopada 2002 do 21 stycznia 2005)
- Wołodymyr Łohwynenko (p.o., od 21 stycznia do 4 lutego 2005)
- Wadym Czuprun (od 4 lutego 2005 do 3 maja 2006)
- Serhij Derhunow (p.o., od 4 do 22 maja 2006)
- Wołodymyr Łohwynenko (od 22 maja 2006 do 18 marca 2010)
- Anatolij Błyzniuk (od 18 marca 2010 do 12 lipca 2011)
- Andrij Szyszacki (od 12 lipca 2011 do 2 marca 2014)
- Serhij Taruta (od 2 marca do 10 października 2014)
- Ołeksandr Kichtenko (od 10 października 2014 do 11 czerwca 2015)
- Pawło Żebriwski (od 11 czerwca 2015 do 13 czerwca 2018)
- Ołeksandr Kuć (od 22 czerwca 2018 do 5 lipca 2019)
- Pawło Kyryłenko (od 5 lipca 2019)